# ريو إيشي
ريو إيشي (باليابانية: 石井 綾) (24 يونيو 1993 في آيتشي في اليابان – )؛ هو لاعب كرة قدم كان يلعب كحارس مرمى.

## وصلات خارجية
- ريو إيشي على موقع رابطة كرة القدم اليابانية للمحترفين (اليابانية)
- ريو إيشي على موقع قاعدة بيانات كرة القدم.إي يو (الإنجليزية)
- ريو إيشي على موقع Soccerway.com (الإنجليزية)
- ريو إيشي على موقع عالم كرة القدم.نت (الإنجليزية)